# Aillon-le-Vieux
Aillon-le-Vieux és un municipi francès situat al departament de la Savoia i a la regió d'Alvèrnia-Roine-Alps. L'any 2007 tenia 173 habitants.

## Demografia

### Població
El 2007 la població de fet d'Aillon-le-Vieux era de 173 persones. Hi havia 72 famílies de les quals 24 eren unipersonals (12 homes vivint sols i 12 dones vivint soles), 20 parelles sense fills, 24 parelles amb fills i 4 famílies monoparentals amb fills.
La població ha evolucionat segons el següent gràfic:
Habitants censats

### Habitatges
El 2007 hi havia 149 habitatges, 75 eren l'habitatge principal de la família, 53 eren segones residències i 20 estaven desocupats. 136 eren cases i 13 eren apartaments. Dels 75 habitatges principals, 57 estaven ocupats pels seus propietaris, 12 estaven llogats i ocupats pels llogaters i 6 estaven cedits a títol gratuït; 1 tenia una cambra, 9 en tenien dues, 17 en tenien tres, 23 en tenien quatre i 25 en tenien cinc o més. 58 habitatges disposaven pel capbaix d'una plaça de pàrquing. A 38 habitatges hi havia un automòbil i a 28 n'hi havia dos o més.

## Economia
El 2007 la població en edat de treballar era de 105 persones, 79 eren actives i 26 eren inactives. De les 79 persones actives 74 estaven ocupades (45 homes i 29 dones) i 5 estaven aturades (1 home i 4 dones). De les 26 persones inactives 8 estaven jubilades, 4 estaven estudiant i 14 estaven classificades com a «altres inactius».

### Ingressos
El 2009 a Aillon-le-Vieux hi havia 73 unitats fiscals que integraven 169,5 persones, la mediana anual d'ingressos fiscals per persona era de 14.943 €.

### Activitats econòmiques
Dels 6 establiments que hi havia el 2007, 1 era d'una empresa de fabricació d'altres productes industrials, 2 d'empreses de construcció, 1 d'una empresa de comerç i reparació d'automòbils, 1 d'una empresa d'hostatgeria i restauració i 1 d'una entitat de l'administració pública.
Dels 3 establiments de servei als particulars que hi havia el 2009, 1 era una fusteria, 1 lampisteria i 1 electricista.
L'any 2000 a Aillon-le-Vieux hi havia 11 explotacions agrícoles que ocupaven un total de 490 hectàrees.

## Equipaments sanitaris i escolars
El 2009 hi havia una escola elemental integrada dins d'un grup escolar amb les comunes properes formant una escola dispersa.

## Poblacions més properes
El següent diagrama mostra les poblacions més properes.